# Multidendrolaelaps subcorticalis
Multidendrolaelaps subcorticalis – gatunek roztocza z kohorty żukowców i rodziny Digamasellidae.

## Taksonomia
Gatunek ten opisany został po raz pierwszy w 2010 roku przez Veikko Huhtę i Wolfganga Karga z Uniwersytetu w Jyväskylä na łamach „Soil Organisms”. Jako lokalizację typową wskazano Strandby w gminie Pargas w Finlandii. Epitet gatunkowy oznacza po łacinie „podkorowy” i odnosi się do miejsca bytowania pajęczaka.
Takson ten należy do grupy gatunków euepistomus wraz z M. euepistomus, M. multidentatus i  M. putte.

## Morfologia
Samice osiągają od 380 do 410 µm długości i od 190 do 200 µm szerokości, samce zaś około 380 µm długości i 200 µm szerokości. Szczękoczułki samicy mają cztery duże i pięć małych zębów na palcu nieruchomym oraz silniejsze zęby nasadowe i szereg ośmiu mniejszych zębów na palcu ruchomym. Szczękoczułki samca mają jednozębny palec nieruchomy, bezzębny palec ruchomy oraz embolus o prostej części nasadowej i zakrzywionej ku górze części wierzchołkowej. Tektum dzieli się na trzy gałęzie, z których środkowa jest krótsza i podzielona na szczycie. Na podonotum za wyobrażoną linią łączącą szczecinki czwartej pary rzędów zewnętrznych leżą scleronoduli. Opistonotum ma szczecinki piątej pary rzędów zewnętrznych i piątej pary rzędów bocznych silne i długie, przekraczające 100 µm długości. U samca silne i długie są również szczecinki czwartej pary rzędów bocznych. Na przednim brzegu opistonotum brak widocznych struktur. Na spodzie podosomy leży słabo zesklerotyzowana tarczka sternalna o ledwo widocznych linach strukturalnych po bokach i zatartych krawędziach przedniej i tylnej. Tarczki brzuszna i analna zlane są w znacznie dłuższą niż szeroką tarczkę wentro-analną, na której umieszczone są szczecinki wentralne pierwszej, drugiej, trzeciej i piątej pary szeregów wewnętrznych oraz drugiej pary szeregu zewnętrznego. Największą szerokość tarczka ta osiąga za szczecinkami wentralnymi czwartej pary szeregu zewnętrznego. Przetchlinki są uwstecznione i ku tyłowi sięgają tylko do rejonu między wysokością trzeciej i czwartej pary szczecinek sternalnych. Odnóża porośnięte są wyłącznie niezmodyfikowanymi szczecinkami, tylko szczecinka nasadowo-grzbietowa ud ostatniej pary jest pogrubiona. U samca ostatnia para odnóży ma apofizy stożkowatego kształtu na biodrach oraz kciukowate apofizy na udach.

## Ekologia i występowanie
Gatunek palearktyczny, znany tylko z miejsca typowego w Finlandii. Odnaleziony w nieczynnych chodnikach kornikowatych pod korą sosny.